# 木戸弥生
木戸 弥生（きど やよい、1987年3月9日 - ）は日本の女性ファッションモデル・タレント。

## 略歴
徳島県出身。

## 出演

### テレビ番組
現在出演中
過去の出演
- music birth+（TBSテレビ）
- ゴジカル!（2012年 - 2019年、四国放送） - レギュラー、GTA1期生
- 24時間テレビ 「愛は地球を救う」（2014年 - 2016年、2018年、2019年、日本テレビ放送網、四国放送） - 四国放送パーソナリティー
- 健康のススメ（2015年7月、四国放送） -
- BOAT RACEライブ 〜勝利へのターン〜（2015年7月、2016年4月、BSフジ） -
- なるほど!鳴門リサーチ（2016年5月、スカパー!プレミアムサービス日本レジャーチャンネル） -
- テレビ広報なると（なるとまるごと子育てパッケージ事業）（2023年10月21日、テレビ鳴門） -

### ラジオ番組
現在出演中
- ラジオ大福（四国放送） - 毎週金曜日ラジオカー レギュラー
- となりのラジオ（四国放送） - 毎週金曜日ラジオカー レギュラー
- ラジオ広場 土曜ワイド徳島（四国放送） - パーソナリティ レギュラー

過去の出演
- 健康でとくしまshow（えんやこらワイド毎週火曜日、四国放送） - レギュラー

### テレビドラマ
- 秘密のケンミンSHOW辞令は突然に…（2015年6月11日、讀賣テレビ放送） - 本人役

### 映画
- 波乗りオフィスへようこそ（2019年4月5日、マジックアワー） - 女性教師役

### CM
- 徳島シティガス（2016年～放送中）
- ノヴィル「あらたえの湯」（2019年）
- 伸学舎（2018年6月）
- 日本財団「海と日本プロジェクトinとくしま」（2017年度 - 2023年度）

### イメージキャラクター
- 小田原競輪サンサンガールズ（2010年度、2011年度）
- 日本香堂癒しの香ギャラリーイメージキャラクター
- ボートレースラジオガールズ（BRG）ボートレース鳴門担当（2014年4月～）
- 阿南市婚活応援大使（2017年度、2018年度）
- 日本財団海と日本プロジェクトinとくしま推進リーダー（2017年度、2018年度、2019年度）

### 新聞
- コラム「BRG木戸弥生のドキドキ　ボートレース通信」（デイリースポーツ）
- コラム「木戸弥生のドキドキグルメ巡り」（デイリースポーツ）2019年～連載中

### 雑誌
- 週刊FLASH（光文社）
- トップ堂（枻出版社）

### ナレーション
- ラジオCM トヨタT-UP（2017年3月）
- YouTube 徳島県立牟岐少年自然の家海の学びプロジェクト（2022年）

### ミュージック・ビデオ
- OKAMOTO'S「RUN RUN RUN」女子高生役

### DVD
- 怪奇ミステリーファイル「珍魚捕獲」（JVD）リポーター（2010年12月10日発売＆レンタル）

### イベント
- 電力自由化キャラバン 司会 2016年4月
- 徳島ヴォルティス選手トークショー 司会 2016年8月
- 知って得する！！鳴門市 司会
- 四国放送まつり（2012年、2013年、2014年、2015年、2016年、2017年、2018年）
- BRG木戸弥生のドキドキボレ女会（企画&司会）2017年～